# Uwe Brinkmann
Uwe Brinkmann (* 1977 in Bonn) war von 2016 bis 2022 hauptamtlicher Bürgermeister der Stadt Bad Schwartau.

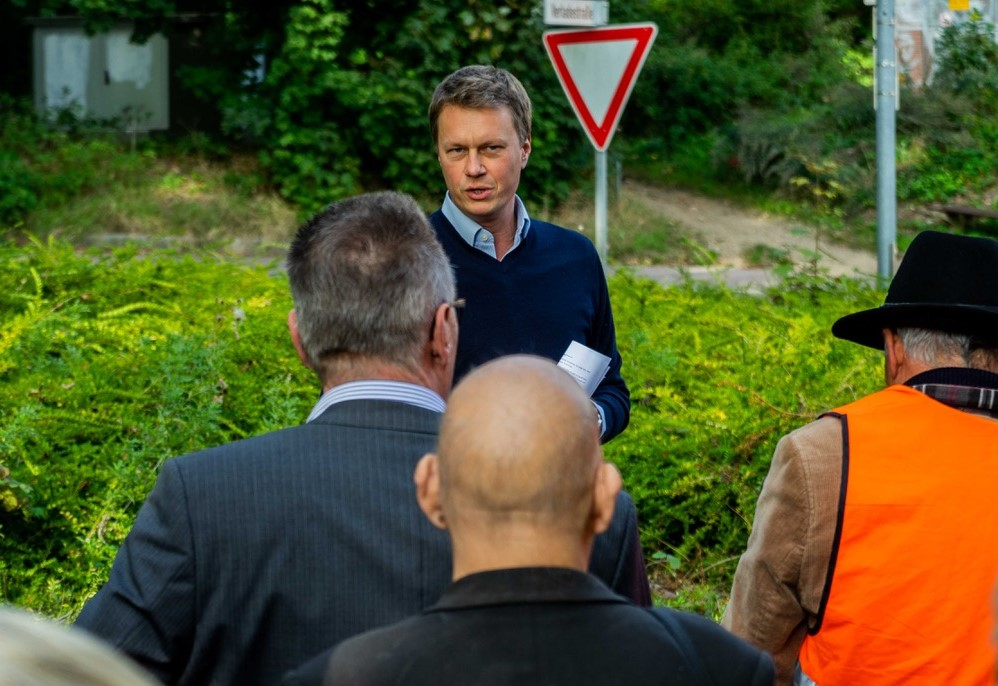
Bürgermeister Uwe Brinkmann im Gespräch mit Bürgern (2020)

## Leben
Nach dem Abitur am erzbischöflichen Kardinal-Frings-Gymnasium in Bonn-Beuel 1997 studierte Brinkmann Rechtswissenschaft an der Rheinischen Friedrich-Wilhelms-Universität in Bonn. Das Studium schloss er mit dem Ersten Juristischen Staatsexamen in Hamburg ab. Nach Ableistung des Referendariats bestand er auch das Zweite Juristische Staatsexamen und wurde als Rechtsanwalt zugelassen. Er war von 2000 bis 2006 zunächst Referent und später Büroleiter des SPD-Bundestagsabgeordneten Johannes Kahrs. Später trat er in den höheren Dienst des Bundes ein.
Im Jahre 2010 wurde er zum Doktor der Rechte (Dr. iur.) promoviert und schloss berufsbegleitend das Studium der Politischen Wissenschaften an der Universität Hamburg als Diplom-Politologe (Dipl.-Pol.) ab. Im Jahr 2011 wurden auf VroniPlag Wiki gegen seine Doktorarbeit Plagiatsvorwürfe erhoben. Anonym erhobene Plagiatsvorwürfe wurden nach Auskunft der Präsidialstelle durch die Juristische Fakultät der Universität Hamburg als unbegründet zurückgewiesen und der kurzzeitig in Frage gestellte Doktortitel kann weiter getragen werden.
Uwe Brinkmann ist Reserveoffizier und diente in allen drei Teilstreitkräften (Heer, Luftwaffe und Marine) als Soldat und Beamter. Er trägt den Dienstgrad Fregattenkapitän d. R. Als Beamter in den Streitkräften diente er zunächst als Rechtsberater und Wehrdisziplinaranwalt bei der Division Spezielle Operationen in Regensburg und später bei der 1. Panzerdivision (Bundeswehr) in Hannover, bevor er als Rechtsdozent an die Führungsakademie der Bundeswehr wechselte.
Als parteiloser Kandidat wurde er von der SPD für das Amt des Bürgermeisters der Stadt Bad Schwartau vorgeschlagen und am 8. Mai 2016 gewählt. Während seiner sechsjährigen Amtszeit erwarb die Stadt nach vorangegangenen langjährigen Querelen das ehemalige Amtsgerichtsgebäude, steigerte die Investitions- und Bauunterhaltungsquote und setzte mit dem Ersatzneubau des Gymnasiums am Mühlenberg die größte Einzelinvestition in der Stadtgeschichte im Zeit- und Kostenrahmen um.
Überregional bekannt wurde sein Wirken als Bürgermeister im Dialogforum zum Fehmarnbelttunnel.
Bei der Wahl am 8. Mai 2022 stellten sich neben dem Amtsinhaber drei weitere Kandidaten und Kandidatinnen zur Wahl. In der Stichwahl am 22. Mai 2022 setzte sich die unabhängige Kandidatin Katrin Engeln mit 65 % der Stimmen gegen Brinkmann durch, dessen Amtszeit damit am 31. Juli 2022 endete.
Brinkmann lebt in Hamburg, ist verheiratet und hat drei Töchter. Er ist Mitglied der katholischen Studentenverbindung KDStV Bavaria Bonn im CV.

## Veröffentlichungen
- Die Harmonisierung des europäischen Rüstungsmarktes im Spannungsfeld zwischen Art. 296 EGV und Art. 17 EUV. Hamburg, Univ., Diss., 2010.
- Der Schutz deutscher Staatsbürger im Ausland als verfassungsrechtliche Aufgabe der Streitkräfte im Rahmen der Personalverteidigung. In: JURA – Juristische Ausbildung, Band 34, Heft 6 (2012). doi:10.1515/jura-2012-0092